# Società ucraina per la conservazione della natura
La Società ucraina per la conservazione della natura (UkrTOP - Ukrayinske tovarystvo okhorony pryrody) è un'organizzazione non governativa ambientalistica con sede a Kiev, in Ucraina.
L'UkrTOP promuove la consapevolezza pubblica del riciclaggio, l'educazione ambientale e l'attenzione a tematiche ambientali nelle scuole, nelle comunità locali e tra le autorità locali, utilizzando le sue filiali presenti in tutte le regioni dell'Ucraina e in molti distretti regionali/comunali come nelle città a statuto speciale di Kiev e Sebastopoli.

## Storia
La Società ucraina per la conservazione dell'ambiente è stata fondata il 28 giugno 1946, l'autorizzazione alla fondazione venne data da Nikita Chruščëv (capo del governo del SSR Ucraino e del partito comunista) in risposta alle richieste di numerosi scienziati e conservazionisti, molti di loro accademici. 
Nel 1967 sotto la pressione dell'UkrTOP, il governo ucraino fondò il Comitato di Stato per la Protezione della Natura come ente del governo centrale. A titolo di paragone, l'Agenzia per la Protezione Ambientale USA (EPA) è stata istituita solo tre anni dopo.
Durante l'epoca di Brezhnev e la successiva perestrojka, l'UrkTOP si concentrò sull'educazione ambientale, rivolta agli studenti delle scuole superiori e università e tra gli anziani mobilitandoli a partecipare ai giorni di servizio comunitario.
Solo con l'indipendenza dell'Ucraina il Comitato di Stato per la Conservazione della Natura è divenuto Ministero dell'Ambiente (1992).

## Struttura
UkrTOP è un'organizzazione non profit. Il suo più alto organo di governo è il Congresso che viene eletto dai volontari ogni 5 anni. È governata dal Consiglio panucraino e il suo consiglio è presieduto dal Presidente. 23 organizzazioni regionali (incluse Kiev e Sebastopoli) dell'UkrTOP si rifanno al Consiglio panucraino. Queste organizzazioni regionali hanno 354 distretti e 70 filiali locali, comprendono 23 000 organizzazioni primarie (scuole, università, ecc.) più di 10 000 membri aziendali (sponsor, co-organizzazioni di eventi ambientali  e Community days) e oltre 2 milioni di individui/volontari.
Vasyl' Ševčuk, ex Ministro dell'Ambiente è stato il presidente del consiglio di amministrazione del Consiglio panucraino dal 2002.

## Attività

### Partecipazione al dialogo tra governo e politicì
UkrTOP rappresenta e promuove il controllo pubblico e parlamentare sull'ambiente pulito. Ha preso parte a tutte le audizioni parlamentari sui temi ambientali e di Černobyl' e promuove l'implementazione della convenzione di Aarhus e la legge dell'Ucraina sull'Audit Ambientale.
UkrTOP incoraggia anche attivamente le imprese ucraine ad attuare:
- il sistema di gestione dei rischi ambientali e sociali, in particolare nell'ambito dell'"Equator Principles".
- i modelli di business che promuovono lo sviluppo sostenibile attraverso l'efficienza energetica e delle risorse, l'uso sostenibile, il lavoro con i partner che gestiscono bene i rischi ambientali e sociali e un atteggiamento attento verso i dipendenti e le comunità locali.
- principi di responsabilità sociale delle imprese.

### Sezioni dell UkrTOP
Il sistema organizzativo UkrTOP prevede 10 sezioni tematiche nazionali e 140 regionali che si occupano di:
- ricerca ambientale e quindi la sicurezza, la protezione e il ripristino della flora e della fauna, i minerali, le risorse idriche, l'atmosfera, il suolo, le risorse ittiche, le foreste e le aree protette.
- difesa dell'ambiente attraverso la promozione e lo sviluppo del movimento giovanile ambientale così come la promozione dei diritti legali, diffondendo la consapevolezza ambientale tra gli studenti delle scuole e delle università e fra la popolazione delle regioni.
- politica pubblica tramite raccomandazioni legislative sulla protezione e l'uso razionale di risorse naturali e l'implementazione metodologica per assistere le filiali regionali e locali del UkrTOP.

### Attività ambientali nelle regioni
I membri dell'UkrTOP partecipano attivamente alle azioni ambientali nazionali ed internazionali come la Giornata Mondiale dell'Ambiente, Giornata della Terra (Earth Day), Giornata Mondiale delle zone umide, "Pulisci l'Ucraina, pulisci la Terra" e quelle azioni regionali come “A Primrose”, “A Spring”, “A Fir Tree”, “Clean Air”, “A Tomtit”, “A Swamp Turtle”, “A Spawning” e altre.
È importante per l'UkrTOP coinvolgere le persone nella tutela dell'ambiente attuando una serie di azioni ambientali regionali e locali come il rimboschimento, piantando alberi in aree urbane, in luoghi pubblici verdi, pulendo gli argini dei fiumi e dei laghi, attraverso la liquidazione delle discariche, ecc.
Le organizzazioni regionali dell'UkrTOP hanno avviato inoltre gli "Ecologic Saturday" (sabato ecologico), giornata in cui le comunità puliscono i propri territori.

### Attività didattiche
Ogni anno, il Consiglio panucraino insieme alle organizzazioni regionali dell'UkrTOP conducono mirate campagne educative e di sensibilizzazione pubblica: organizzano conferenze, escursioni nei fin settimana, film pubblici/documentari, mostre tematiche, tavole rotonde e seminari aperti.
Inoltre, l'UkrTOP è autore di pubblicazioni, in particolare la rivista scientifica nazional popolare "The Native Nature", il quotidiano "The Shamrock", opuscoli vari e sezioni dedicate nei giornali locali. È presente regolarmente anche nei media.